# Леарх (Киренайка)
Вижте пояснителната страница за други личности с името Леарх.
Леарх (на старогръцки: Λέαρχος, Learchus) е цар на Кирена през средата на 6 век пр.н.е. по времето на управлението на цар Аркесилай II от династията Батиади.

## Биография
Той е син на цар Бат II от Кирена. Брат му Аркесилай II последва през 565/560 пр.н.е. баща им на трона. Тогава Леарх и другите му братя напускат града и си основават ново селище с името Барке, на запад от Киренайка. От там те пречат на брат си и подстрекават населението за вълнения. Аркесилай ги напада, загубва 7000 хоплити и скоро след това се разболява. Леарх (при Плутарх един приятел) го убива при заговор и се възкачва на трона през 555/550 пр.н.е. Ериксо, вдовицата на Аркесилай, по-късно му отмъщава и поставя синът си Бат III на трона (555/550 пр.н.е.).